# 一个数学家的辩白
《一个数学家的辩白》（英語：A Mathematician's Apology）是一篇由英国数学家G·H·哈代在1940年写成的文章，在当年11月首次出版。这篇文章可以说是哈代本人的自传。哈代从自己的角度，谈论了数学中的美学，给了门外汉一个机会以洞察工作中的数学家的内心。話雖如此，哈代在本书中阐述的观点却只是个人的，他的观点也许不被所有的数学家認同。
这本书1967年的版本由哈代的好友，科学家与文学家C·P·斯诺作序。值得一提的是，斯诺的序几乎比哈代的正文还要长，而且斯诺作序时，哈代已经逝世。
在本书题首，哈代将这本书献给约翰·洛马斯（John Lomas），因为是他要哈代写这本书的。

## 概述
本文用词优美，甚至有几处引用了威廉·莎士比亚的诗文，这与普通的数学家平时所作的论文在语言方面有着大大的不同。不仅如此，从字里行间还可以体会到哈代的一种淡淡的忧伤。
《一个数学家的辩白》尽管有着较强的文学性质，行文却较为杂乱，读者经常会遇到中途转移话题的情况。但总体上说，本文主要围绕这三个主题展开：数学的美，数学的持久性和数学的重要性。

### 题目
在本书的题目中，哈代所使用的“辩白”一词表达的意思是一种正式的辩护或抗辩（就如同柏拉图的《苏格拉底的申辩》），而不是一种对宽恕的恳求，或对获得清白的希冀。
哈代觉得有必要为他一生在数学上的事业作辩解的原因有两个：
第一，62岁的哈代觉得他已经接近衰老（他在1939年曾幸免于一次突发的心脏病），同时，他的数学创造力也在衰退。花时间写这本辩白，意味着哈代认为自己作为一个开创性的数学家的时期已经结束。在C·P·斯诺为该书1967年版所作的序中，他这样描述哈代的这本辩白，“（它）是对曾经所拥有的而现在已经一去不返的创造力的深情挽歌”。用哈代本人的话来说，“解释、评论、鉴赏，是次等工作。作为一个专业的数学家却来写关于数学的东西是悲哀的。数学家的使命在于做些实事，证明新的定理，使数学有所发展，而不是谈论自己或其他数学家做了些什么。
哈代认为自己已经没有能力去积极发展新的数学思想了，他这样写到，“我之所以写关于数学的书是因为，如同其他年过花甲的数学家一样，我已经没有新思维，精力，或者说耐心，去继续有效地做自己的工作。”于是，他觉得自己唯一还能为数学做点贡献的便是写一本探讨数学的书，借以表达自己对这门学科的个人看法。
第二，在第二次世界大战之初，哈代作为一个积极的反战主义者，想为他的信仰——追求、探索数学的目的应当是出于数学的本身价值，而不是出于应用价值——做出辩护。探索数学是为了数学的单纯，为了它内部的完善，为了明晰尚不清楚的概念。他想写本书，向后辈的数学家阐述自己对数学的哲学认识；从数学自身的重要性出发为数学做辩护，详细说明纯数学本身的价值——并不要依赖于应用数学的成果去证明数学的重要性;同时能够激励正在成长中的一代纯数学家。鉴于哈代是一个无神论者，他做出他的辩护是为了勉励他的后继者而不是为了献给上帝。

### 数学的美
本书中一个重要的主题是数学之美。
对于哈代来说，最美的数学应当没有一点在现实世界的应用，也即是他所说的纯数学，尤其是他所钟情的数论。他在为追求纯数学辩解的同时，透露出了他关于纯数学的“无用性”（uselessness）的观点。所谓数学的无用性即是说纯数学不会被滥用而导致伤害。而另一方面，哈代贬低应用数学，甚至将其描述成“丑陋”、“琐碎”和“乏味”的。
值得一提的是，并不是应用数学中概念与定理的实用性使得哈代认为应用数学比纯数学更低一等，而是因为通常来说，这样的数学会有更为普遍的应用。哈代说，是内容的简单与平凡迫使他如此描述应用数学的。根据哈代的定义，这些描述是否被赋予数学中的某一分支，是由构成这一分支基础的潜在概念的创造性、深度以及美所决定的。
卡尔·弗雷德里希·高斯曾说过，“数学是科学中的皇后，而数论是数学中的皇后。”哈代教授对高斯这句话的评论则更加强调了这一点。有些人认为是由于数论极端的无应用性才使得高斯做出上述的陈述；然而，哈代指出这并不是主要缘由。就算数论的应用被找到了，也不会有人会因此罢黜这一数学的皇后。哈代认为高斯所想表达的意思是：构成数论的潜在的概念比其它数学分支的更加深刻更加优雅。
在本书中，哈代将数学与绘画和诗歌作类比。他说道，数学家与画家和诗人一样，是模式的创造者。这一观点与很多人一致，如科学作家艾萨克·阿西莫夫在第三部自传《人生舞台》中也提到这一点。

### 数学的持久性
在第八节中，哈代谈到数学的持久性。他提到，在所有的学科中，数学是最能使人好奇的，因为在其他学科中，真理都没有占据如此重要的位置。后面他总结道，正如历史所证实的，数学成就是最为持久的。接着他举例，巴比伦和亚述文化都衰亡了，汉谟拉比，萨尔贡和尼布甲尼撒都成为了空洞的名字，然而巴比伦的数学仍然是精彩的——巴比伦所创造的60进制仍然在天文学中使用。

### 数学的重要性
在第十一节中，哈代通过数学与国际象棋的比较，说明了数学的重要性（importance）。哈代谈到，一个国际象棋问题的确是数学问题，但却是“琐碎的”（trivial）数学，不管每一步是如何的精巧，都不重要。哈代甚至因为这一言论而受到批评。在此处，哈代所指的“重要”并不是说某一数学所带来的直接实际作用，而是数学思想所联系的更多更有意义的内容。一个重要的数学发现，会带来一些十分有意义的想法，联系起很多个数学分支中各不相干的内容，还可能会给数学甚至其他的科学带来重大的进步。而象棋，即使是最重要的棋局，也从来都没有带来任何的科学进展。
他同时举了罗尔定理作例子，这个定理虽然在在微积分中具有一定的重要性，但是却不能与莱昂哈德·欧拉与埃瓦里斯特·伽罗瓦等纯数学家工作的优雅和卓越相比。
正如他在他的书中写道的：“就算在数学界，历史也常常玩奇怪的把戏：罗尔在初等微积分中如此地经常出现，就好像他是和牛顿齐名的一个数学家。”

### “年轻人的游戏”
另一个重要的主题是“数学是一个‘年轻人的游戏’”，即是说任何有着数学天赋的人应当趁他们还年轻的时候发展并利用这些天赋，不至于等到中年，数学的创造力开始衰退的时候。
在本书一开始，哈代就写到，“当一个职业数学家发现他自己在写有关数学的东西的时候，他会很悲伤的。”（It is a melancholy experience for a professional mathematician to find himself writing about mathematics.）哈代继续解释道，数学家的作用应该是去做一些事情，证明一些新的定理，为数学做些贡献，而不是去谈论他或者其他的数学家已经做过的事情。在年轻的时候，因为拥有丰富的灵感，数学家都忙于进行数学研究。而当灵感逐渐衰竭之时，数学家才会有时间写一些关于数学的文章而非论文。
哈代还举到艾萨克·牛顿的例子：牛顿在24岁时，即产生了流数与万有引力的想法。而当他50岁时，对数学有了更为深刻的理解，可能是因为一些能力已经消退，却放弃了数学。
这一观点反映出了哈代对他数学能力衰退与日俱增的沮丧。对于哈代，真正的数学本质上应是一种创造的能力，而并非像哈代本人写这本书一样，对数学的阐述或是解释。
正专心致志的写《辩白》之时，哈代承认他作为一个有创造性的数学家的时期已经结束了。正如在本书1967年版的的前言中，斯诺将这本“辩白”称为“对以前属于他的创造力再也不会回来所作的深切的痛惜”。

## 批评

### 精英主义
哈代的思想曾被一战和二战间剑桥大学和牛津大学的学术文化深深地影响。他的猜测——只有每个领域的极好的原创性工作才会有深远持久的价值——在现在听起来是带有精英主义思想的。
哈代在剑桥大学时，曾经加入一个精英协会——剑桥使徒会，这也在一定程度上解释了哈代精英主义思想的来源。
在本书末尾的注解中，哈代教授提起他和洛马斯先生经过特拉法加广场的纳尔逊纪念碑的经历。哈代自己认为，如果自己能够在伦敦有一个纪念碑，会希望这个纪念碑如同纳尔逊纪念碑一样高耸如云，以至于在低端根本看不见；而他猜测，斯诺博士则会希望纪念碑的细节都能够被辨认。这一段话从某种角度上说，正是哈代精英主义的写照。

### 过时内容
现在回顾起来，哈代的一些例子已经过时。譬如说，他写道，“到目前为止，还尚未有人能够发现数论和相对论用于任何与战争有关的目的，而且在今后许多年，也不太可能会有人能够做到这一点。”而在这之后，相对论用以解释核武器为何威力如此巨大，与此同时，数论在公钥加密中起到显著的作用。但是不管怎样，哈代的更加明显的关于美丽的数学发现（关于质数无穷多以及2的平方根的无理性的证明）是无用的的例子仍然是成立的。